# Philippe Viard
Pour les articles homonymes, voir Viard.
Philippe Joseph Viard, né le 11 octobre 1809 à Lyon (France) et mort le 2 juin 1872 à Wellington (Nouvelle-Zélande) est un prêtre catholique mariste et le premier évêque de Wellington en Nouvelle-Zélande

## Biographie

### Formation
Fils de Claude Viard et Pierrette-Charlotte (née Rolland), il suit ses études primaires à l'école paroissiale de Saint-Nizier, puis entre au petit séminaire d'Argentière vers 1827 et au grand séminaire Saint-Irénée de Lyon en 1831. Il est ordonné prêtre à la cathédrale Saint-Jean de Lyon le 20 décembre 1834 par Mgr de Pins, puis devient vicaire à Lyon, jusqu'en 1839.

### Mariste
Philippe Viard rejoint la Société de Marie le 1er janvier 1839, récemment formée. Après quelques mois de noviciat, il y prononce ses vœux le 19 mai suivant. Le jour d'après, il part avec quelques compagnons pour la Nouvelle-Zélande. Ils embarquent à Londres le 14 juin 1839 à bord de l' Australasian Packet. Ils arrivent à Sydney le 23 octobre 1839  puis voyagent sur le Martha vers la Nouvelle-Zélande, où ils arrivent le 8 décembre. Ils sont accueillis par Mgr Pompallier, arrivé l'année précédente. Celui-ci envoie en mai 1840 Philippe Viard évangéliser les Maoris à Tauranga, aidé d'un catéchiste maori, Romano.
Le 4 juin 1841, Mgr Pompallier fait de lui son vicaire général et l'appelle à Kororareka. Viard et Pompallier voyagent ensemble à bord de la goélette Sancta Maria pour faire le tour du pays afin d' évangéliser les populations. C'est en novembre à Akaroa qu'ils apprennent le meurtre de Pierre Chanel à l'île de Futuna en avril. Ils décident donc de partir à bord de la goélette pour Wallis-et-Futuna, escortés par la corvette française L'Allier. Mgr Pompallier demeure à Wallis, tandis que le P. Viard amène la dépouille de saint Pierre Chanel à la baie des Îles, en février 1842.Viard retourne ensuite en avril 1842 à Wallis avec du matériel et des provisions afin de s'occuper des îles du Pacifique.

### Évêque
En septembre 1845, Mgr Pompallier rappelle Philippe Viard en Nouvelle-Zélande lui apprenant par lettre qu'il a été nommé évêque in partibus d'Orthosias (de) et évêque auxiliaire d'Auckland pour épauler Pompallier. Philippe Viard se rend donc à Sydney sur le trajet de retour vers la baie des Îles, afin de pouvoir se faire consacrer évêque par Mgr Polding, ce qui a lieu le 4 janvier 1846. Quelques mois plus tard, Mgr Pompallier doit se rendre à Rome pour informer le pape et les dicastères et il laisse donc Mgr Viard œuvrer en Nouvelle-Zélande.
Le 23 mai 1847, dimanche de Pentecôte, Mgr Viard ordonne à Kororareka Jean-Georges Collomb S.M. qui part comme vicaire apostolique pour le nouveau vicariat de Mélanésie et de Micronésie, mais il meurt de fièvres quelques mois plus tard alors qu'il est à Rook Island en Papouasie-Nouvelle-Guinée. Le 15 février 1849, Mgr Viard reçoit une lettre de Rome l'informant que la Nouvelle-Zélande est désormais divisée en deux territoires ecclésiastiques : celui du nord avec Auckland tenu par Mgr Pompallier et celui du sud avec Wellington désormais dirigé par Mgr Viard. De cette façon, Rome résout la querelle qui opposait Mgr Pompallier à sa propre congrégation et les maristes de Nouvelle-Zélande sont envoyés suivre Mgr Viard.
Mgr Viard arrive par bateau à Wellington en mai 1850. Il achète une terre à Thorndon et à la vallée de Hutt. À Thorndon, les frères maristes qui accompagnent les pères maristes construisent un presbytère, ainsi qu'une maison pour les sœurs maristes. Un peu plus tard, il bénit la première pierre de la future cathédrale Sainte-Marie (ouverte en 1851, aujourd'hui cathédrale du Sacré-Cœur de Wellington). Avec un immense territoire et peu de missionnaires, ils arrivent tout de même à ouvrir des missions à la vallée de Hutt, à la vallée de Hawkes et à Nelson, puis Whanganui en 1852. En 1860, le vicariat est élevé au rang de diocèse et Philippe Viard devient donc le premier évêque de Wellington. Il fait venir les sœurs françaises de Notre-Dame de la Mission (à Napier, Christchurch et Nelson) et les sœurs irlandaises de la Miséricorde. Lorsque de nouveaux maristes arrivent, des missions ouvrent à Christchurch et à New Plymouth en 1860, puis dans la région de Marlborough en 1864.
Une nouvelle phase s'ouvre avec la ruée vers l'or à Otago et dans le Westland. Dès le début des années 1860, des maristes sont actifs en permanence à Dunedin, Invercargill et autour des mines d'Otago. Il visite Otago et Canterbury en 1864, la partie nord de l'île du Sud et le Westland en 1866. Dans cette dernière région, des prêtres irlandais accompagnent les vagues d'immigrés partis coloniser ces nouvelles terres ou embauchés dans les mines. Ainsi des paroisses sont érigées à Greymouth, Hokitika, Kumara, Ngahere, Charleston, Ross, Westport et Reefton.
Ce n'est que le 8 juillet 1868 que Mgr Viard se rend en France pour réunir des fonds et à Rome pour exposer la situation en Nouvelle-Zélande. C'est à ce moment que le diocèse de Dunedin est érigé dans l'île du Sud. Mgr Viard assiste à Rome aux sessions du concile Vatican I. Il est de retour en Nouvelle-Zélande le 19 mars 1871, mais il est malade. Il meurt le 2 juin 1872. Il est enterré à la cathédrale Sainte-Marie ; sa dépouille est transférée plus tard à la nouvelle cathédrale du Sacré-Cœur de Wellington.